# Odiseo Bichir
Odiseo Bichir Nájera (Ciudad de México, 3 de mayo de 1960) es actor de cine, teatro y televisión mexicano. 
Hijo del director de teatro Alejandro Bichir y la actriz Maricruz Nájera; conocido por ser hermano de los famosos actores Demián Bichir y Bruno Bichir. También por su inolvidable personaje de villano Avaro Zopilote en la telenovela infantil Aventuras en el tiempo.

## Filmografía

### Telenovelas
- Playa soledad (2023) .... Luis Castro[1]
- El Rey Vicente Fernández (2022) .... Pastor Miguel[2]
- Fuego ardiente (2021) .... Heriberto
- La doña (2016-2017) .... Lázaro Hernández
- A que no me dejas (2015-2016) .... Edgar Almonte
- La mujer del vendaval (2012-2013) .... Mateo Reyna
- Cuando me enamoro (2010-2011) .... Dr. Álvaro Nesme
- Alma de hierro (2008) .... Osvaldo Ibarrola
- Mundo de fieras (2006) .... Tiberio Martínez Farías
- Amarte es mi pecado (2004) .... Sergio Samaniego
- Aventuras en el tiempo (2001) .... Roñoso Zopilote, Tacaño Zopilote, Avaro Zopilote, Dr.Lostham
- Amigos x siempre (2000) .... Francisco Capistran
- El diario de Daniela (1998-1999) .... Joel Castillo
- Preciosa (1998) .... Heriberto Robles
- Mi pequeña traviesa (1997-1998) .... Salvador
- La antorcha encendida (1996) .... Fray Servando Teresa de Mier
- La sombra del otro (1996) .... Germán
- Caminos cruzados (1994-1995) .... Orlando
- María la del barrio (1995) .... Renato Jerez
- Más allá del puente (1993-1994) .... Tilico
- Entre la vida y la muerte (1993) .... Chon-Li
- La pícara soñadora (1991) .... Ignacio
- La fuerza del amor (1990) .... Carlos
- Carrusel (1989) .... Federico Carrillo’’
- El padre Gallo (1986) .... Juan Francisco
- Monte calvario (1986) .... Roberto #2
- J.J. Juez (1979) .... Raúl Gondra
- Pacto de amor (1977) .... Guillermo
- La venganza (1977) .... Caleta

### Series
- Ella camina sola (2023) .... José Luis[3]
- Toda la sangre (2022) ..... El Aprovechado[4]
- Fugitiva (2018) como Vicente Velasco
- Gritos de muerte y libertad (2010)  como Félix María Calleja
- Mujeres asesinas (Temporada 1. Capítulo Jessica, tóxica)
- S.O.S.: Sexo y otros secretos
- Los simuladores México (Segunda Temporada. Capítulo 8     El Baqueton)

### Cine
- Colosio: El asesinato (2012)
- Hecho en China (2012)
- "Los Fabulosos 7" (2011)"
- Flor de fango (2010)
- Mosquita muerta (2007)
- Ciudades oscuras (2002)
- Rogelio
- Corazones rotos (2001)
- El coronel no tiene quien le escriba (1999)
- Crónica de un desayuno (1999)
- Policía secreto
- Un dulce olor a muerte
- Golpe de suerte
- Algunas nubes
- Un lugar en el sol
- Frida: naturaleza viva
- Cinco historias violentas (1985)

### Obras de teatro
- Inmaculada
- El Niño y la niebla
- ¡Ah, soledad!
- Las Adoraciones
- Moctezuma II
- El gesticulador
- Memorias de Raquel
- El médico a palos
- Carta al padre
- Cuatro equis
- Botica modelo
- El desdichado en fingir
- Todo es ventura
- La vida secreta de dos cualquiera
- Malcolm contra los eunucos
- Interiores
- Extras
- Closer
- Electra o la caída de las máscaras
- Doce hombres en pugna
- Hey! también soy un Bichir!
- La Dama de Negro

## Premios y nominaciones

### Premios TVyNovelas
| Año  | Categoría                  | Telenovela       | Resultado |
| ---- | -------------------------- | ---------------- | --------- |
| 1987 | Mejor revelación masculina | Monte calvario   | Ganador   |
| 2001 | Mejor villano              | Amigos x siempre | Nominado  |

### Premios Bravo
| Año  | Categoría                 | Serie            | Resultado |
| ---- | ------------------------- | ---------------- | --------- |
| 2009 | Mejor actuación masculina | Mujeres asesinas | Ganador   |

### Premios Tu Mundo
| Año  | Categoría      | Telenovela | Resultado |
| ---- | -------------- | ---------- | --------- |
| 2017 | Actor favorito | La doña    | Nominado  |